# Porina flavopapillata
Porina flavopapillata är en lavart som beskrevs av Rain. Schub. & Lücking. Porina flavopapillata ingår i släktet Porina och familjen Porinaceae.   Inga underarter finns listade i Catalogue of Life.